# Onthophagus subopacus
Onthophagus subopacus é uma espécie de inseto do género Onthophagus, família Scarabaeidae, ordem Coleoptera.
Foi descrita cientificamente por Robinson em 1940.